# Malinové holovouské
Malinové holovouské je odrůda jablek. V původní verzi se odrůda tohoto podzimního až zimního jablka uváděla jako „Holovouský malináč“.
Jedná se o jablko střední velikosti tmavě rudé, až nafialovělé barvy s voskovitým povrchem. Slupka poměrně slabá a plod byl náchylný k otlačení. Od ostatních malináčů se odlišoval výrazným výrůstkem v jamce u stopky. Dužina plodu po rozkrojení má výraznou, malinově červenou kresbu. Chuť je velmi dobrá, příjemně sladkokyselá. Původně se tato odrůda pěstovala jako vysokokmen a měla pozdější nástup plodnosti. Výnosy této odrůdy jsou vysoké a pravidelné. Z dospělého stromu se sklidilo i několik metrických centů jablek.
O holovouských malináčích je zmínka ve filmové adaptaci knihy Osudy dobrého vojáka Švejka za světové války od Jaroslava Haška Dobrý voják Švejk (1956): "Já mám chalupu v Holovousích. Na zahradě mám jabka, malináče… Až pojedu na Urlaub, tak ti jich přivezu třeba 50 kilo.", ačkoliv v originále se zmínka nevyskytuje. 
Obec Holovousy pořádá každoročně Slavnosti holovouských malináčů, viz např. program z roku 2013 Archivováno 27. 12. 2014 na Wayback Machine..